# 池平山
池平山（いけのだいらやま）は、富山県中新川郡の立山町及び上市町と黒部市の3つの市町にまたがる山。標高は2561m。池ノ平山と呼称されることもある。
富山県登山連盟の富山の百山の一つ。

## 概要
立山連峰の剱岳の北方稜線上にあり、大窓、小窓という険しい岩壁に囲まれている。この山の東側と南側には沢山のモリブデン鉱山（小黒部鉱山）跡があり、池の平小屋近くには今もキラキラ光るモリブデン鉱が残っている。また、池の平小屋自体もかつての鉱山小屋が山小屋に転用されたものである。鉱山の輸送においては、大窓から索道を使って白萩川と早月川沿いに滑川まで運んでいた。

## 山名の由来
現在の山名は近代以降に陸地測量部が当山東面にある池ノ平の名から取ったものである。
古地図では「西仙人山」とされており、現在でも早月川水系「西仙人谷」としてその名が残っている。

## 登山
登山道は山頂北側の大窓を通るものと、南側の小窓を通るものがあるが、どちらもコースの取り方が難しい上級者向けコースとなる。